# Ел Мустаин
Абу ел Абас Ахмед (арап. أبو العباس أحمد) познатији по свом престоном имену ел Мустаин Билах (арап. المستعين بالله, „Онај који тражи помоћ од Алаха”; 836, Самара — 17. октобар 866, Багдад) био је абасидски калиф (862—866) за време анархије у Самари.

## Биографија
Абу ел Абас Ахмед је био син абасидског калифа ел Мутасима или његовог сина Мухамеда. Дана 8. јуна 862. године, за калифа га је изабрала турска гарда, дан после смрти калифа ел Мунтасира, Мутасимовог унука. Том приликом узео је име ел Мустаин Билах, у значењу „Онај који тражи помоћ од Алаха”. Био је други калиф периода анархије у Самари.
На спољном плану владавину му је обележио наставак сукоба са Византијом у Малој Азији, који је у почетку вођен са променљивим успехом. Године 863. мелитенски емир Омар ел Акта је прошао кроз тему Арменијака и заузео важну луку Амисос на Црном мору. Наставивши према западу, сукобио се са великом византијском војском на челу са Петроном. У огорченој бици код Лалакаона у Пафлагонији 3. септембра арабљанска војска је уништена, а сам Омар погинуо. Ова битка представља прекретницу византијско-арапских борби, у којима су муслимани све више прелазе у дефанзиву.
На унутрашњем плану, Мустаинову владавину обележила је потпуна доминација Турака дворском политиком. Године 864./865. у Куфи је избио устанак шиитског имама Јахје ибн Омара, потомка калифа Алије. Устанак је угушен и имам убијен, али је остало велико незадовољство. Побуна шиита и пораз код Лалакаона значајно су поткопали Мустаинов ауторитет и изазвали сукобе међу самим Турцима. Не осећавши се безбедно у Самари, калиф је побегао у Багдад, где се забарикадирао. На то је већина турских вођа подржала претензије Мухамеда, сина калифа ел Мутавакила. Уследила је опсада Багдада, која је потрајала годину дана. Мустаин се на крају предао и пристао да абдицира уз гаранције о сигурном пролазу до Медине, где би мирно провео остатак живота. Међутим, обећања су прекршена и био је погубљен 17. октобра 866. године, а Мухамед је постао једини калиф узевши име ел Мутаз.